# Sericania kashmirensis
Sericania kashmirensis är en skalbaggsart som beskrevs av Moser 1919. Sericania kashmirensis ingår i släktet Sericania och familjen Melolonthidae. Inga underarter finns listade i Catalogue of Life.